# Шал, Ян
Ян Шаль (пол. Jan Szal * 1899 — † 1942 Закопане, Польша) — польский авиаконструктор, изобретатель, предприниматель, автор учебников по космогонии.

## Биография
Обучался во Львовской Политехнике, по окончании которой инженер-механик Ян Шаль прошёл стажировку во Франции на заводе по производству авиамоторов «Лорен-Дитрих».
После возвращения в Польшу с 1928 по 1932 гг. работал в конструкторском бюро государственного авиационного завода PZL.
В этот период им осуществлена целая серия оригинальных конструкторских разработок, которые впоследствии были применены в польской военной авиации. На три изобретения Шаль получил патенты: «Устройство для автоматического регулирования температуры и состава смесей в цилиндрах двигателя самолета» (1927), "Соединительное устройство для крепления пояса авиационного наблюдателя " (1931), а также «Синхронизатор авиационного пулемёта» (1934).
Разработанный им пулемётный синхронизатор, предназначался для стрельбы, «сквозь пропеллер», и для согласования выстрелов из двух пулемётов. Впервые в мире он был использован на польском истребителе PZL P.11.
Тогда же Ян Шаль организовал собственную фирму «Motolux», на которой стал производить изобретенные им синхронизаторы, а затем и бензиновые фильтры собственной разработки и воздушные авиакарбюраторы по английской лицензии.
Инженер Шаль в 1937 вошёл в состав Технического совета Польского стратосфероплавания. Владелец «Motolux» спроектировал и изготовил гондолу стратостата. Этот самый большой в мире стратостат имел 120 м высоты (что соответствует высоте 40-этажногo дома), вместимостью 124,7 тыс. м3, поверхностью 12,3 тыс. м2, a вес газовой камеры составлял 1,5 т. При этом он применил ряд собственных изобретений и оригинальных разработок. В её создании сотрудничал с швейцарским исследователем и изобретателем Огюстом Пиккаром.
Старт стратостата «Звезда Польши» (пол.Gwiazdy Polski) запланированный на конец лета 1939 в Тартах, не состоялся, из-за его взрыва. При этом сконструированная Шалем гондола не пострадала.
Много времени Шаль посвятил научным исследованиям, которые в то время имели новаторский характер и нашли применение только в эпоху космических полетов. В результате его исследований и размышлений появились публикации «Аналогия солнечно-планетарной системы и строения клетки», «Анализ действия сил гравитации». Последняя его научная работа — учебник «Космогонная теория — Межпланетарная система Вселенной», была опубликовано по рукописи автора после войны в 1947.
В начале II мировой войны Ян Шаль оказался в Румынии, затем вернулся с семьей в Польшу в г. Рабка-Здруй. Вступил в ряды польского сопротивления — Союз вооружённой борьбы/Армию крайову, в подполье занимался подготовкой взрывчатки для диверсий против оккупантов. После взрыва немецкого поезда в июне 1942 г. на железнодорожной линии Краков-Закопане вместе с группой товарищей был арестован гестапо и после нескольких дней пыток был расстрелян в г. Закопане.